# Kingston (Missouri)
Kingston és una població dels Estats Units a l'estat de Missouri. Segons el cens del 2000 tenia 287 habitants.

## Demografia
Segons el cens del 2000, Kingston tenia 287 habitants, 123 habitatges, i 76 famílies. La densitat de població era de 191,1 habitants per km².
Dels 123 habitatges en un 30,1% hi vivien nens de menys de 18 anys, en un 54,5% hi vivien parelles casades, en un 6,5% dones solteres, i en un 38,2% no eren unitats familiars. En el 35% dels habitatges hi vivien persones soles el 21,1% de les quals corresponia a persones de 65 anys o més que vivien soles. El nombre mitjà de persones vivint en cada habitatge era de 2,33 i el nombre mitjà de persones que vivien en cada família era de 3,09.
Per edats la població es repartia de la següent manera: un 25,8% tenia menys de 18 anys, un 10,8% entre 18 i 24, un 25,4% entre 25 i 44, un 21,3% de 45 a 60 i un 16,7% 65 anys o més.
L'edat mediana era de 37 anys. Per cada 100 dones de 18 o més anys hi havia 85,2 homes.
La renda mediana per habitatge era de 23.889 $ i la renda mediana per família de 27.500 $. Els homes tenien una renda mediana de 25.417 $ mentre que les dones 18.125 $. La renda per capita de la població era d'11.867 $. Entorn del 15,4% de les famílies i el 17,2% de la població estaven per davall del llindar de pobresa.

## Poblacions més properes
El següent diagrama mostra les poblacions més properes.